# Espiritu Santo

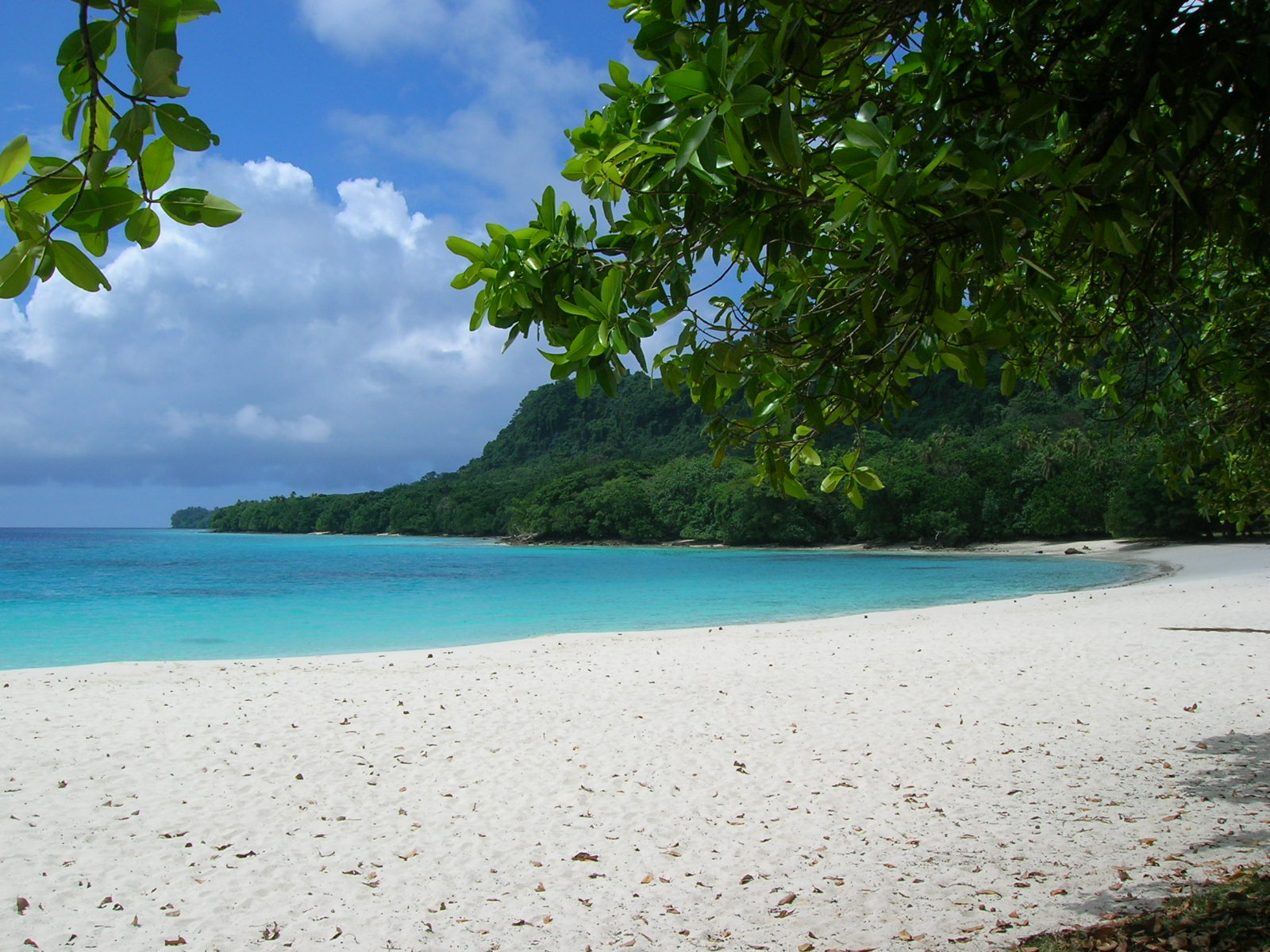
Platja al nord de l'illa

Espiritu Santo (en bislama, anglès i francès, Espiritu Santo; del castellà Espíritu Santo, 'Esperit Sant'), també anomenada, simplement, Santo, és l'illa més gran de l'arxipèlag de Vanuatu, a l'oceà Pacífic. L'illa té una superfície de 3.954 km², la qual cosa la situa com la 139a més gran del món. Ubicada al nord-oest de l'arxipèlag, forma juntament amb la petita illa Malo, a 3 km al sud, la província de Sanma (anagrama amb el nom d'ambdues illes) de la República de Vanuatu. La localitat principal és la vila de Luganville, a la costa sud-est, que acull uns 13.000 dels 32.000 habitants de l'illa.

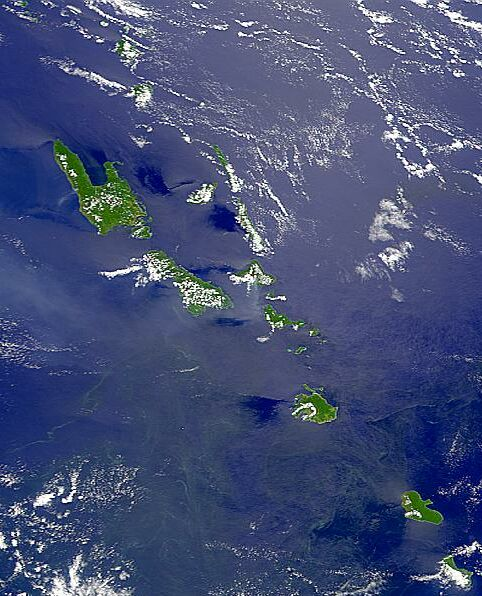
Imatge de satèl·lit on s'observa Espíritu Santo a l'esquerra de la fotografia

## Geografia

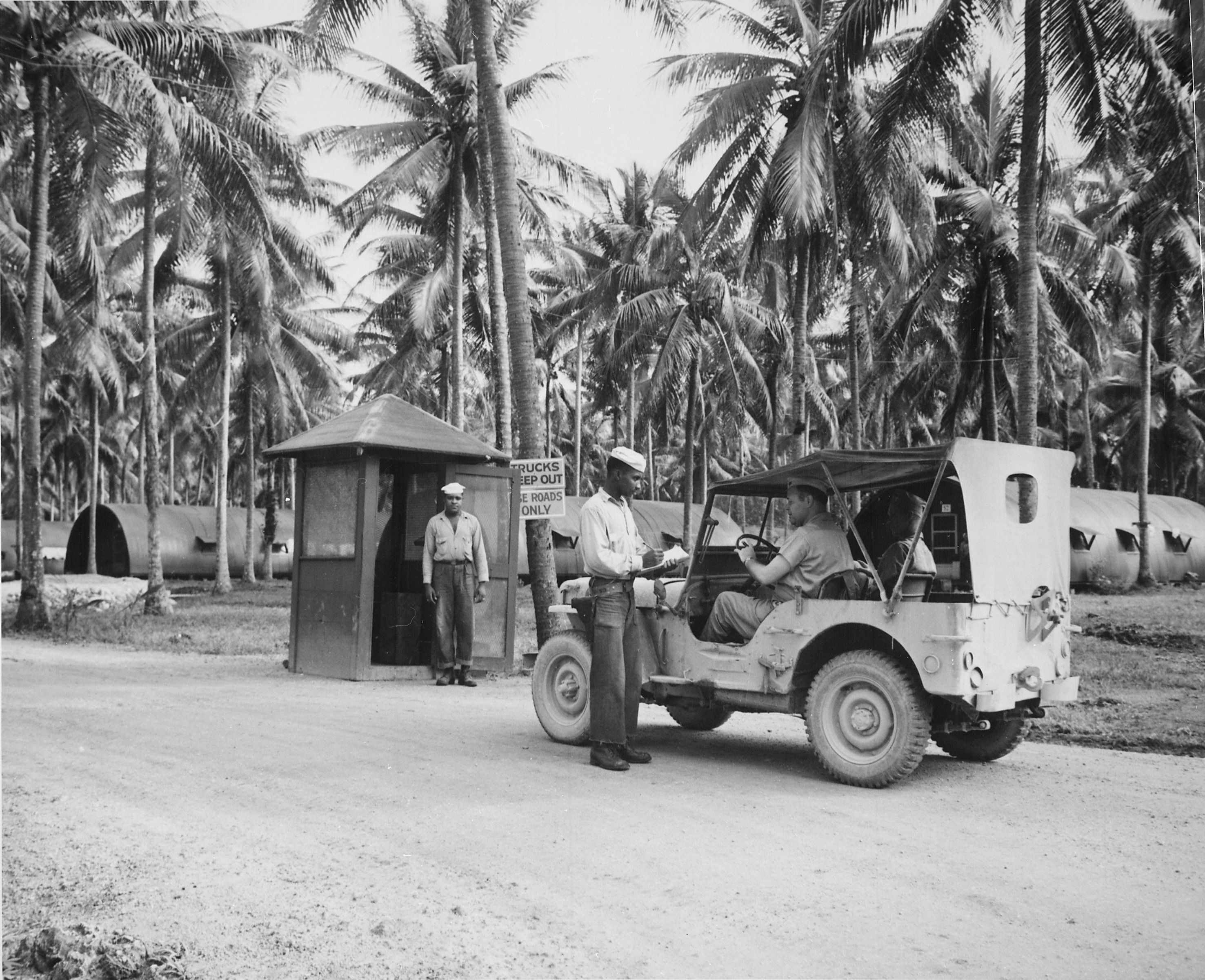
Fotografia dels anys 40 de l'entrada d'un dels recintes de l'Armada dels EUA a l'illa

El costat occidental de l'illa és molt muntanyós: culmina en quatre cims de més de 1.700 m d'altitud. La part oriental i meridional, en canvi, és més plana. Amb una gran extensió de selva verge tropical, presenta una riquesa extraordinària en fauna i flora, com ara ocells, papallones i orquídies.

## Història
Els espanyols, comandats pel portuguès Pedro Fernández de Quirós, buscant la Terra Australis, hi van arribar el 30 d'abril de 1606 i, convençuts d'haver assolit per fi el continent austral, van batejar la terra descoberta com Austrialia del Espíritu Santo, fent un joc de paraules amb austral i Àustria, la dinastia espanyola regnant.
Al segle xviii hi van començar a arribar europeus i, a principis del segle xx, la seva administració corresponia al condomini francobritànic de les Noves Hèbrides.
Durant la Segona Guerra Mundial, els Estats Units van considerar l'illa com un lloc idoni per a allotjar les seves tropes del Pacífic i més de 500.000 efectius hi foren destinats. En acabar la guerra, marxaren però deixaren un llegat d'infraestructures i, sobretot, de mentalitat moderna que conduí als moviments que aconseguiren la independència del país de Vanuatu el 1979. Un d'aquests moviments, el Na-Griamel, va proclamar a l'illa la república de Vemarana, que fou efímera i, el 1980, Espíritu Santo va ser ocupada i integrada definitivament a l'estat de Vanuatu.